# SDSS J142625.71+575218.3
SDSS J142625.71+575218.3 – biały karzeł odległy o około 800 lat świetlnych od Ziemi, położony w kierunku gwiazdozboru Wielkiej Niedźwiedzicy.
Jest to pierwszy odkryty biały karzeł należący do typu pulsating carbon white dwarf (zmienny biały karzeł węglowy, gwiazda zmienna typu DQV), będącego podtypem białego karła węglowego. Podobnie jak bardziej liczne, „zwykłe” białe karły węglowe, SDSS J142625 utracił zewnętrzne powłoki wodorowe i helowe tak, że jego węglowe wnętrze jest całkowicie odsłonięte.
SDSS J142625 ma masę podobną zbliżoną do masy Słońca, ale jego średnica jest mniejsza od średnicy Ziemi. Temperatura gwiazdy wynosi około 19 800 K, a jej jasność równa się około 1/600 jasności Słońca. Jasność gwiazdy zmienia się co koło 2% w okresie 8-minutowym.